# オリバー君
オリバー君（オリバーくん、生年不詳-2012年6月2日）は、1976年7月15日（木曜日）に「チンパンジーと人間の中間にあたる未知の生物」「ヒューマンジー」「人パンジー」という触れ込みで来日し、話題となったチンパンジーである。

## 捕獲と由来、鑑定
オリバーは1960年にアフリカのコンゴ湾上流で捕獲され、アメリカでサーカスの調教師夫妻に飼われていたところを、弁護士のマイケル・ミラーが購入したと言われる。購入額は8000ドルで当時オリバーは推定年齢16歳だった。来日時には身長140センチ、体重56キロ。
オリバーが謎の類人猿とされた根拠は、常に直立二足歩行をすること、頭髪が薄い外見、人間の女性に発情すること、ビールを飲み、煙草を吸うことなどである。特に染色体の数が人間が46本、チンパンジーが48本なのに対して、オリバーは47本であることが強調された。また、オリバーが捕獲された地域では原住民とチンパンジーが共生する風習があるとも説明された。
しかし、後に検査で正式なチンパンジーと発覚した。

## 来日
1976年7月15日（木曜日）のオリバーの来日は、興行師の康芳夫の仕掛けである。康はアメリカで話題になっていたオリバーに目をつけ、所有権を持つマイケル・ミラーと契約をして日本での興業権を得た。日本中を巡回してまわり、どの会場も満員だったという。
特別チャーター機で羽田に到着したオリバーをタラップから降りさせ、来日歓迎ディナーショーには正装で出席し、宿泊するのはダイヤモンドホテルのスイートルームにするなど、オリバーを人間扱いした巧妙な演出は、マスコミの興味を惹き、連日の報道はオリバーを一躍ブームにした。しかしながら実際には多くのホテルで宿泊を断られ、檻に入れる条件でやっと客室を確保できた。このときホテルでオリバーの世話をしていたのがIVSテレビのアシスタントディレクターだったテリー伊藤(当時は本名の伊藤輝夫)である。テリーは糞尿を垂れ流すオリバーに腹を立て、殴る蹴るの暴力を振るった結果、オリバーはテリーに恐れをなし、二度と視線を合わせようとしなくなったとのことである。かまやつひろしも著書「ムッシュ！」でテリーから聞いた話として本人の発言と共に触れている。
特に日本テレビでは出演料500万円を払い、1976年7月22日（木曜日）に「木曜スペシャル　謎の怪奇人間オリバー!」と題して、学者らが鑑定分析する模様を放送して24.1%の高視聴率をあげた。ちなみにこれを担当したのが日本テレビの社員ディレクターだった矢追純一であった。その映像はBBCが「サイエンス」でオリバー君の特集を組んだとき流用された。ただし、オリジナル音声は英語のナレーションや関係者の発言が被さっている部分もある。
ホテルの客室は最上級のスイートルームで、VIP並の扱いをすることにより話題を盛り上げようとしたが、高視聴率に気を良くした日本テレビはさらにオリバーの「花嫁」を募集。「オリバーの子供を出産したら1,000万円の報酬が支払われる」という報奨金まで設定されたため、これに対して数十人の女性が応募する反響があった。最終的に、無名の19歳のタレント（現在は占い師を営んでいる）を康が個人的に選び、記者会見まで行われた。しかし、この前代未聞の企画は実現するには至らなかった。

## 帰国後
アメリカに帰国したオリバーを待ち受けていたのは、マイケル・ミラーから売却され、所有者の間を転々として、サーカスや見世物小屋で見世物として扱われる生活だった。そして、見世物として飽きられてしまった1980年代末になると、今度は化粧品会社の実験所の1.5メートル四方の小さな檻で7年間を過ごした。狭い檻の中でオリバーは発狂して暴れまわることが多くなってしまったという。
1996年にオリバーは非営利の動物保護団体「プライマリリ・プライメイツ」に保護されて、テキサス州サンアントニオの保護区において余生を送っていた。この様子は2000年10月3日に日本テレビが「あの人は今!?」で取材した。来日時と異なり、毛が生え揃っているオリバーの外見はチンパンジーそのものだった。2008年には、レーズンというメスのチンパンジーとペアで飼育することに成功した。たがいに相手を気に入っているようで、オリバーにはチンパンジーらしい発声やディスプレイもみられるようになってきていた。
晩年は目がほとんど見えず、歯も無く、関節炎に苦しんでいたとのこと。2012年6月に死亡した。

## 関連文献
- 朝日新聞1976年7月23日号
- 皆神龍太郎、加門正一、志水一夫、山本弘『新・トンデモ超常現象56の真相』（太田出版）
- 康芳夫『虚人魁人　国際暗黒プロデューサーの自伝』（学習研究社）
- 荒俣宏『荒俣宏の20世紀世界ミステリー遺産』（集英社）
- 竹熊健太郎『箆棒な人々　戦後サブカルチャー偉人伝』（太田出版）
- 荒木飛呂彦『変人偏屈列伝』（集英社）